# Hans Bijvank
Hans Bijvank (geboren op 15 juli 1944) is een Nederlands sportbestuurder en voormalig leraar, vooral bekend om zijn langdurige en veelzijdige betrokkenheid bij AFC Ajax, waar hij erelid van is. Bijvank staat binnen Ajax bekend om zijn toewijding en passie voor de club, en zijn bijdragen hebben een blijvende impact gehad op de jeugdopleiding en de organisatie van de club.

## Vroege leven en carrière
Bijvank werd geboren op 15 juli 1944. Op zevenjarige leeftijd verhuisde hij van Beek naar Amsterdam. Hij werd later leraar op de Merkelbachschool in de hoofdstad.

## Betrokkenheid bij AFC Ajax
Sinds 1971 is Bijvank actief als vrijwilliger bij Ajax, waar hij diverse functies heeft bekleed. Hij was lid van de jeugdcommissie, de ledenraad en de toernooicommissie. Ook was hij jeugdsecretaris sinds 1976.
In maart 2018 werd Bijvank benoemd tot erelid van Ajax, een erkenning voor zijn decennialange inzet voor de club. Bij zijn benoeming gaf hij aan zeer verrast en vereerd te zijn.
Daarnaast was Bijvank betrokken bij de organisatie van diverse jeugdtoernooien en speelde hij een rol in het scoutingsproces van jonge talenten voor Ajax.

## Persoonlijk
Zijn broer Paul Bijvank was eveneens betrokken bij Ajax als jeugdspeler en doorliep alle elftallen van de jeugdopleiding.